# Drogi na Białorusi
Drogi na Białorusi (biał. Аўтамабільныя дарогі Беларусі) – sieć dróg krajowych, republikańskich oraz lokalnych na terenie Białorusi przeznaczonych dla ruchu samochodowego.
Zarządcą większości dróg jest Bieławtodor (biał. Белавтодор) podlegający pod Ministerstwo Transportu i Komunikacji Republiki Białorusi (biał. Міністэрство транспарта і камунікацый Рэспублікі Беларусь). 
Całkowita długość dróg publicznych na Białorusi wynosi ok. 83 tys. km oraz istnieje ponad 200 tys. km dróg innego znaczenia (m.in. przemysłowe, leśne). Liczba utwardzonych dróg stanowi 337 km/1000 km² powierzchni, co daje  niski wskaźnik w porównaniu z państwami europejskimi o rozwiniętej sieci drogowej - średnio 906 km/1000 km².
Istnieją dwie główne grupy dróg publicznych:
- drogi magistralne oznaczane literą M
- drogi republikańskie oznaczane literą R (w cyrylicy jest to litera Р)

## Numeracja dróg[1]
Po upadku Związku Radzieckiego w 1991 roku, na Białorusi ustanowiono nową numerację dróg. Główna trasa tranzytowa – M1 – nadal posiada numer z czasów ZSRR. Pozostałe drogi mają inne numery. Obecnie magistrale mają numery M1 – M12 oraz M14, przy czym M9 jest obwodnicą Mińska, znaną także jako MKAD. Istnieje ograniczona liczba dróg oznaczonych jako republikańskie. Po samym numerze drogi nie można rozróżnić czy jest ona autostradą. Nie wszystkie drogi magistralne są autostradami. 

## Lista dróg magistralnych
| Numer     | Przebieg                                                                                    |
| --------- | ------------------------------------------------------------------------------------------- |
| M1 · E30  | granica z Polską – Brześć (Kozłowicze) – Mińsk – granica z Federacją Rosyjską (Redźki)      |
| M2        | Mińsk – Port lotniczy Mińsk                                                                 |
| M3        | Mińsk – Witebsk                                                                             |
| M4        | Mińsk – Mohylew                                                                             |
| M5 · E271 | Mińsk – Homel                                                                               |
| M6 · E28  | Mińsk – Grodno – granica z Polską (Bruzgi)                                                  |
| M7 · E28  | Mińsk – Oszmiana – granica z Litwą (Kamienny Log)                                           |
| M8 · E95  | granica z Federacją Rosyjską (Ezeriszcze) – Witebsk – Homel – granica z Ukrainą (Nowa Huta) |
| M9        | wewnętrzny pierścień drogowy Mińska                                                         |
| M10       | granica z Federacją Rosyjską (Seliszcze) – Homel – Kobryń                                   |
| M11 · E85 | granica z Litwą (Benjakoni) – Lida – Słonim – Byteń                                         |
| M12 · E85 | Kobryń – granica z Ukrainą (Mokrań)                                                         |
| M14       | zewnętrzny pierścień drogowy wokół Mińska                                                   |

## Lista dróg ekspresowych
Oznaczenie drogi ekspresowej ma M1 ma od węzła z M10 do miejsca 0,5 km na zachód od skrzyżowania z drogą P87.

## Lista dróg republikańskich
| Numer    | Przebieg |
| -------- | --- |
| R1       | Mińsk – Fanipal – Dzierżyńsk                                                                                  |
| R2 · E85 | Stołpce – Baranowicze – Iwacewicze – Bereza – Kobryń                                                          |
| R3       | Łohojsk – Biehomla – Dokszyce – Głębokie – Szarkowszczyzna – Brasław – granica z Łotwą (Urbany)               |
| R4       | Baranowicze – Lachowicze –                                                                                    |
| R5       | Baranowicze – Nowogródek – Iwie                                                                               |
| R6       | Iwacewicze – Telechany – Łohiszyn – Pińsk – Stolin                                                            |
| R7       | Kamieniec – Żabinka –                                                                                         |
| R8       | Łuniniec – Pińsk                                                                                              |
| R9       | Wysokie (rejon kamieniecki) – Wołczyn                                                                         |
| R10      | Lubcz – Nowogródek – Zdzięcioł                                                                                |
| R11      | – Brzozówka – Nowogródek – Nieśwież                                                                           |
| R12      | Nieśwież – Kleck                                                                                              |
| R13      | Kleck – Hancewicze – Łuniniec                                                                                 |
| R14      | Połock – Miory – Brasław                                                                                      |
| R15      | Krzyczew – Mścisław – Horki – Orsza – Lepel                                                                   |
| R16      | Brześć () – Wysokie – granica z Polską (Pieszczatka)                                                          |
| R17      | Brześć – Małoryta – granica z Ukrainą (Ołtusz)                                                                |
| R18      | Wierchniedźwińsk – Miory – Szarkowszczyzna – Koziany                                                          |
| R19      | – Tołoczyn – Krupki –                                                                                         |
| R20      | Witebsk – Szumilino – Połock – Wierchniedźwińsk – granica z Łotwą (Grigorowszczina)                           |
| R21      | Witebsk – Łoźna – granica z Rosją                                                                             |
| R22      | Orsza – Dubrowna –                                                                                            |
| R23      | Mińsk – Słuck – Soligorsk – Mikaszewicze                                                                      |
| R24      | Połock – Rossony                                                                                              |
| R25      | Witebsk – Sienno – Tołoczyn                                                                                   |
| R26      | Tołoczyn – Kruhłe –                                                                                           |
| R27      | Brasław – Postawy – Miadzioł                                                                                  |
| R28      | Mińsk – Mołodeczno – Wilejka – Miadzioł – Narocz                                                              |
| R29      | Uszacz – Dokszyce – Wilejka                                                                                   |
| R30      | Homel – Wietka – Czeczersk – Korma –                                                                          |
| R31      | Bobrujsk – Kalinkowicze – Mozyrz – Jelsk – granica z Ukrainą                                                  |
| R32      | Rzeczyca – Łojów                                                                                              |
| R33      | Rzeczyca – Chojniki                                                                                           |
| R34      | Osipowicze – Hłusk – Oktiabrski – Azaryczy                                                                    |
| R35      | Kalinkowicze – Brahin – Komaryn – granica z Ukrainą                                                           |
| R36      | Mozyrz – Lelczyce – granica z Ukrainą                                                                         |
| R37      | Mozyrz – Narowla – granica z Ukrainą                                                                          |
| R38      | – Buda Koszelewska – Czeczersk – Krasnopole                                                                   |
| R39      | Rohaczów – Żłobin ()                                                                                          |
| P40      | Borowlany – Łohojsk                                                                                           |
| R41      | Słonim – Mosty – Skidel – granica z Litwą (Porzecze)                                                          |
| R42      | Grodno – Hoża – granica z Litwą                                                                               |
| R43      | granica z Rosją (Zwianczatka) – Krzyczew – Czeryków – Sławograd – Rohaczów – Bobrujsk – Słuck – Iwacewicze () |
| P44      | Grodno – Wołkowysk – Różana – Iwacewicze                                                                      |
| P45      | Połock – Głębokie – granica z Litwą (Katłouka)                                                                |
| P46      | Lepel – Połock – granica z Rosją (Juchnowiczy)                                                                |
| P47      | Świsłocz – Porozów – Prużana                                                                                  |
| R48      | Warona – Ostrowiec – Oszmiana – Iwie                                                                          |
| P50      | Mosty – Zelwa – Różana                                                                                        |
| P51      | Ostryna – Szczuczyn – Wołkowysk                                                                               |
| P52      | Haza – Ostrowiec – Oszmiana                                                                                   |
| R53      | Borysów () – Żodzino – Kopiec Chwały ()                                                                       |
| R54      | Pierszaje – Iwieniec – Stołpce – Nieśwież                                                                     |
| P55      | Bobrujsk – Hłusk – Lubań – Soligorsk ()                                                                       |
| R56      | Mołodeczno – Wołożyn – ()                                                                                     |
| P57      | – Urzecze – Lubań –                                                                                           |
| P58      | Mińsk () – Miadzioł                                                                                           |
| R59      | Łohojsk – Smolewicze – Czerwień – Marina Horka                                                                |
| P60      | – Zanarocz –                                                                                                  |
| P61      | Uzda – Kopyl –                                                                                                |
| R62      | Czaśniki – Bobr – Berezyna () – Kliczew – Bobrujsk ()                                                         |
| R63      | Borysów – Pleszczenice – Wilejka – Smorgonie – Oszmiana                                                       |
| R64      | Stołpce – Mir                                                                                                 |
| R65      | Zasław – Dzierżyńsk –                                                                                         |
| P66      | Kałaczy – Łohojsk                                                                                             |
| R67      | Borysów – Berezyna – Bobrujsk ()                                                                              |
| P68      | Puchowicze () – Marina Horka – Uzda – Enierhietykau ()                                                        |
| R69      | Smolewicze – Śmiłowicze – Dukora () – Rudzieńsk – Szack                                                       |
| P70      | – Horki – Lenino – granica z Rosją                                                                            |
| P71      | Mohylew – Sławograd                                                                                           |
| R72      | Osipowicze – Świsłocz                                                                                         |
| P73      | Czausy – Mścisław – granica z Rosją                                                                           |
| P74      | Czeryków – Krasnopole – Kościukowicze – Chocimsk – granica z Rosją                                            |
| P75      | Klimowicze () – Kościukowicze – granica z Rosją                                                               |
| P76      | Orsza – Szkłów – Mohylew                                                                                      |
| P77      | Szkłów – Białynicze                                                                                           |
| P78      | Olekszyce – Wołkowysk – Porozów                                                                               |
| P79      | Kliczew – Czeczewicze                                                                                         |
| P80      | Wiszniówka – Uzborze () – Kopiec Chwały ()                                                                    |
| R81      | Prużana – granica z Polską (Piererow)                                                                         |
| P82      | Oktiabrski – Parycze – Swietłahorsk – Rzeczyca                                                                |
| R83      | Brześć – Kamieniec – Dmitrowicze                                                                              |
| R84      | Bereza – Drohiczyn                                                                                            |
| R85      | Słonim – Różana – Prużana – Wysokie                                                                           |
| P86      | – Boguszewsk – Sienno – Czaśniki – Lepel – Dokszyce – Miadzioł                                                |
| R87      | Witebsk – Orsza                                                                                               |
| P88      | Żytkowicze () – Dawidgródek – Stolin – granica z Ukrainą                                                      |
| R89      | Lida – granica z Litwą                                                                                        |
| R90      | Parycze – Krasny Brzeg (rejon żłobiński) ()                                                                   |
| P91      | Osipowicze – Nieśwież – Baranowicze                                                                           |
| P92      | Marina Horka – Stare Dorohi                                                                                   |
| R93      | Mohylew – Bobrujsk                                                                                            |
| P94      | Brześć – Tomaszówka – granica z Ukrainą                                                                       |
| R95      | Łyntupy – Świr – Smorgonie – Holszany                                                                         |
| P96      | Mohylew – Mścisław                                                                                            |
| P97      | Mohylew – Bychów – Rohaczów                                                                                   |
| R98      | granica z Polską (Pieszczatka) – Kamieniec – Porozów – Świsłocz                                               |
| R99      | Baranowicze – Słonim – Zelwa – Wołkowysk – granica z Polską (Bierestowica)                                    |
| P100     | Mosty – Brzostowica Wielka                                                                                    |
| P101     | Prużana – Bereza                                                                                              |
| P102     | Oberowszczyzna – Kamieniec – Kobryń                                                                           |
| P103     | Kleck – Lachowicze                                                                                            |
| P104     | Żabinka – Kobryń                                                                                              |
| P105     | Hancewicze – Łohiszyn                                                                                         |
| P106     | Mołodeczno – Smorgonie                                                                                        |
| P107     | Nieśwież – Cimkowicze                                                                                         |
| R108     | Baranowicze – Zdzięcioł                                                                                       |
| P109     | Łoźna – Arechausk ()                                                                                          |
| P110     | Głębokie – Postawy – Łyntupy – granica z Litwą                                                                |
| P111     | Bieszenkowicze – Czaśniki                                                                                     |
| P112     | Witebsk () – Suraż – granica z Rosją                                                                          |
| R113     | Sienno – Bieszenkowicze – Uszacz                                                                              |
| P114     | Horodek – Ułła –                                                                                              |
| P115     | Witebsk – Horodek ()                                                                                          |
| P116     | Uszacz – Lepel                                                                                                |
| P117     | Wierchniedźwińsk – Kachanawiczy – granica z Rosją                                                             |
| P118     | Luboniczy – Kirowsk                                                                                           |
| P119     | Sławograd –                                                                                                   |
| P120     | Bychów () – Białynicze ()                                                                                     |
| P121     | Szkłów – Kruhłe                                                                                               |
| P122     | Mohylew – Czeryków – Kościukowicze                                                                            |
| P123     | Mohylew – Horki                                                                                               |
| P124     | Wietka – Dobrusz – Cierachouka – Lenino – granica z Rosją                                                     |
| P125     | Łojów – Brahin                                                                                                |
| P126     | Jelsk – Narowla                                                                                               |
| P128     | Turów – Lelczyce – Sławieczna ()                                                                              |
| P129     | Homel – Port lotniczy Homel                                                                                   |
| P130     | Buda Koszelewska – Uwarowicze –                                                                               |
| P131     | Kalinkowicze – Mozyrz                                                                                         |
| P132     | granica z Rosją – Rossony – Kachanawiczy                                                                      |
| P134     | Brzostowica Wielka – Świsłocz                                                                                 |
| R135     | Iwie – Raduń                                                                                                  |
| P136     | Rzeczyca () – Chomsk – Drohiczyn                                                                              |
| P138     | Czausy – Sławograd                                                                                            |
| P139     | Chocimsk – Rodnia                                                                                             |
| P140     | Sławograd – Krasnopole                                                                                        |
| R141     | Bielica () – Szczuczyn                                                                                        |
| R142     | Zelwa – Dereczyn –                                                                                            |
| P144     | Janów – granica z Ukrainą                                                                                     |
| P145     | Grodno – Ostryna – Raduń – granica z Litwą                                                                    |
| P146     | Gudogaje – Oszmiana – granica z Litwą                                                                         |
| P147     | Stetyczów – Żydcze – granica z Ukrainą                                                                        |
| P148     | Jelsk – |
| R149     | Żłobin () – Swietłahorsk                                                                                      |
| P150     | Homel – |

## Drogi płatne na Białorusi

Znak drogowy oznaczający drogę płatną

1 lipca 2013 uruchomiony został system elektronicznego poboru opłat za przejazd drogami Białorusi (BelToll). Opłata pobierana jest za przejazd na wybranych odcinkach dróg magistralnych:
| Numer drogi | Płatny odcinek                     |
| ----------- | ---------------------------------- |
| M1          | na całej długości                  |
| M2          | między 15. a 42. kilometrem trasy  |
| M3          | między 9. a 41. kilometrem trasy   |
| M4          | między 16. a 192. kilometrem trasy |
| M5          | między 21. a 65. kilometrem trasy  |
| M6          | między 12. a 57. kilometrem trasy  |

Opłacie podlegają pojazdy o dopuszczalnej masie całkowitej powyżej 3,5 tony oraz pojazdy o masie poniżej 3,5 t niezarejestrowane w żadnym z państw Unii Celnej Białorusi, Kazachstanu i Rosji. Na system składają się bramownice nad jezdnią oraz urządzenia instalowane w pojazdach. Stawka opłaty jest wyrażona w euro i dla samochodów osobowych wynosi 0,04 € za kilometr. Płatność przeliczana jest na ruble po aktualnym kursie.